# Marcel Schiller
Marcel Schiller (* 15. August 1991 in Dettingen an der Erms) ist ein deutscher Handballspieler.

## Sportliche Laufbahn

### Verein
Schiller begann in der Jugend mit dem Handball beim TSV Dettingen/Erms, Von dort ging er 2006 zum TV 1893 Neuhausen, wo er ab 2008 in der ersten Männermannschaft spielte, mit der er 2012 in die Handball-Bundesliga aufstieg. Nach dem sofortigen Wiederabstieg wechselte der 1,89 Meter große und 94 kg schwere Linksaußen zur Saison 2013/14 zu Frisch Auf Göppingen. Mit Frisch Auf Göppingen gewann er den EHF-Pokal 2016 im Finale in Nantes und verteidigte diesen Titel 2017 im Finale in Göppingen. In der Saison 2020/21 wurde er mit 270 Toren bei vier Treffern Rückstand Zweiter in der Torschützenliste der Bundesliga. Im November 2022 wurde seine Vertragsverlängerung bis 2025 bekannt gegeben, was damit seine zwölfte und dreizehnte Spielzeit im Dress von Frisch Auf bedeutet. Am 6. Mai 2023 erzielte er sein 2000. Bundesligator.

### Nationalmannschaft
Schiller gab am 18. Juni 2017 sein Debüt in der deutschen Nationalmannschaft. Im Dezember 2017 wurde Schiller von Nationaltrainer Christian Prokop für den erweiterten Kader für die Europameisterschaft 2018 nominiert. Sein erstes internationales Turnier bestritt er bei der Weltmeisterschaft 2021. Dort war er mit 21 Toren, darunter zwölf Siebenmeter, in fünf Spielen bester deutscher Schütze. Mit der deutschen Auswahl erreichte er das Viertelfinale bei den Olympischen Spielen in Tokio. Bei der Europameisterschaft 2022 bestritt er die ersten beiden Spiele, bevor ein positiver COVID-19-Test sein Turnier beendete.

## Erfolge
- Aufstieg in die Bundesliga mit dem TV Neuhausen 2012
- Deutscher Meister mit der HVW-Auswahl 2008
- Deutscher A-Jugend Meister mit dem TV Neuhausen 2009[9]
- EHF-Pokal mit Frisch Auf Göppingen 2016 und 2017

## Bundesligabilanz
| Saison                  | Verein                  | Spielklasse             | Spiele | Tore  | 7-Meter | Feldtore |
| ----------------------- | ----------------------- | ----------------------- | ------ | ----- | ------- | -------- |
| 2012/13                 | TV 1893 Neuhausen       | Bundesliga              | 32     | 193   | 75      | 118      |
| 2013/14                 | Frisch Auf Göppingen    | Bundesliga              | 33     | 128   | 55      | 73       |
| 2014/15                 | Frisch Auf Göppingen    | Bundesliga              | 36     | 218   | 112     | 106      |
| 2015/16                 | Frisch Auf Göppingen    | Bundesliga              | 30     | 161   | 84      | 77       |
| 2016/17                 | Frisch Auf Göppingen    | Bundesliga              | 34     | 162   | 58      | 104      |
| 2017/18                 | Frisch Auf Göppingen    | Bundesliga              | 32     | 184   | 120     | 64       |
| 2018/19                 | Frisch Auf Göppingen    | Bundesliga              | 33     | 207   | 98      | 109      |
| 2019/20                 | Frisch Auf Göppingen    | Bundesliga              | 25     | 156   | 72      | 84       |
| 2020/21                 | Frisch Auf Göppingen    | Bundesliga              | 38     | 270   | 120     | 150      |
| 2021/22                 | Frisch Auf Göppingen    | Bundesliga              | 32     | 186   | 91      | 95       |
| 2022/23                 | Frisch Auf Göppingen    | Bundesliga              | 27     | 146   | 81      | 65       |
| 2023/24                 | Frisch Auf Göppingen    | Bundesliga              | 32     | 165   | 80      | 85       |
| gesamt                  | gesamt                  | gesamt                  | 384    | 2176  | 1046    | 1130     |
| Durchschnitt pro Saison | Durchschnitt pro Saison | Durchschnitt pro Saison | 32,0   | 181,3 | 87,2    | 94,2     |